# Skupna jedra
Skúpna jêdra so pojem iz jugoslovanske zgodovine 1980.-tih let. Nanašajo se na predlog iz leta 1983, ki je zahteval, da bi se poenotili učno-vzgojni programi v celi državi. Veljal naj bi enoten učni program, čim bolj naj bi bili poenoteni tudi učbeniki. V »skupnih jedrih« učnih načrtov naj bi bilo gradivom o vsakemu jugoslovanskemu narodu namenjeno toliko prostora, kot ga v odstotkih pomeni v celotnem jugoslovanskem prebivalstvu. Taka usmeritev naj bi veljala pri vseh predmetih, zlasti pri pouku zgodovine in zemljepisa. 
Predlog je prišel iz krogov, ki so se zavzemali za večjo centralizacijo federalne države (Socialistična federativna republika Jugoslavija), zlasti iz Srbije in z njo tesno povezane Črne gore. Srbija se je vse bolj soočala z zahtevami po narodni enakopravnosti na Kosovu, ki je takrat bila še v okviru zahteve naj bi bilo Kosovo enakopravna federalna enota, republika, in delno iz večnarodne in bolj razvite Vojvodine. V dotedanji ureditvi, zlasti kot je bilo določeno z Ustavo SFRJ iz leta 1974, so vsebino učnih programov samostojno določali organih zveznih republik. 
Zamisli o skupnih jedrih so naletele na velik in dokaj enoten odpor v Sloveniji in tudi v drugih republikah. Pojem skupnih jeder se kasneje omenja kot eden zadnjih obupnih poskusov za ustvarjanje centralistične Jugoslavije. Nepripravljenost vodilnih krogov v Srbiji na nadaljnjo decentralizacijo pa je bila ena izmed razlogov za tragični način razpada države v 1990. letih.